# Casamento substituto
Um casamento substituto descreve a combinação em que uma mulher que é estéril ou morre jovem é substituída por outra mulher, pela sua família, para conceber filho(s) para o marido.

## Raízes culturais
Casamentos substitutos existem em algumas culturas africanas, como a cultura Zulu.
As raízes dessa combinação é a crença de que o casamento é uma combinação para a continuidade da vida. Onde a vida da família ou clã não pode ser continuada devido a esterilidade ou morte, a família da esposa pode substituir uma parente para conceber filhos para o marido em nome da esposa.